# День сопротивления Дизфуля

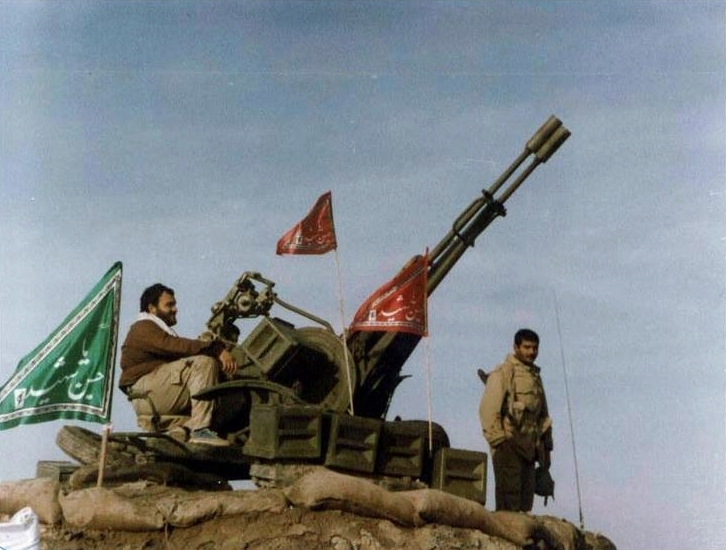
Солдаты иранской армии во время ирано-иракской войны

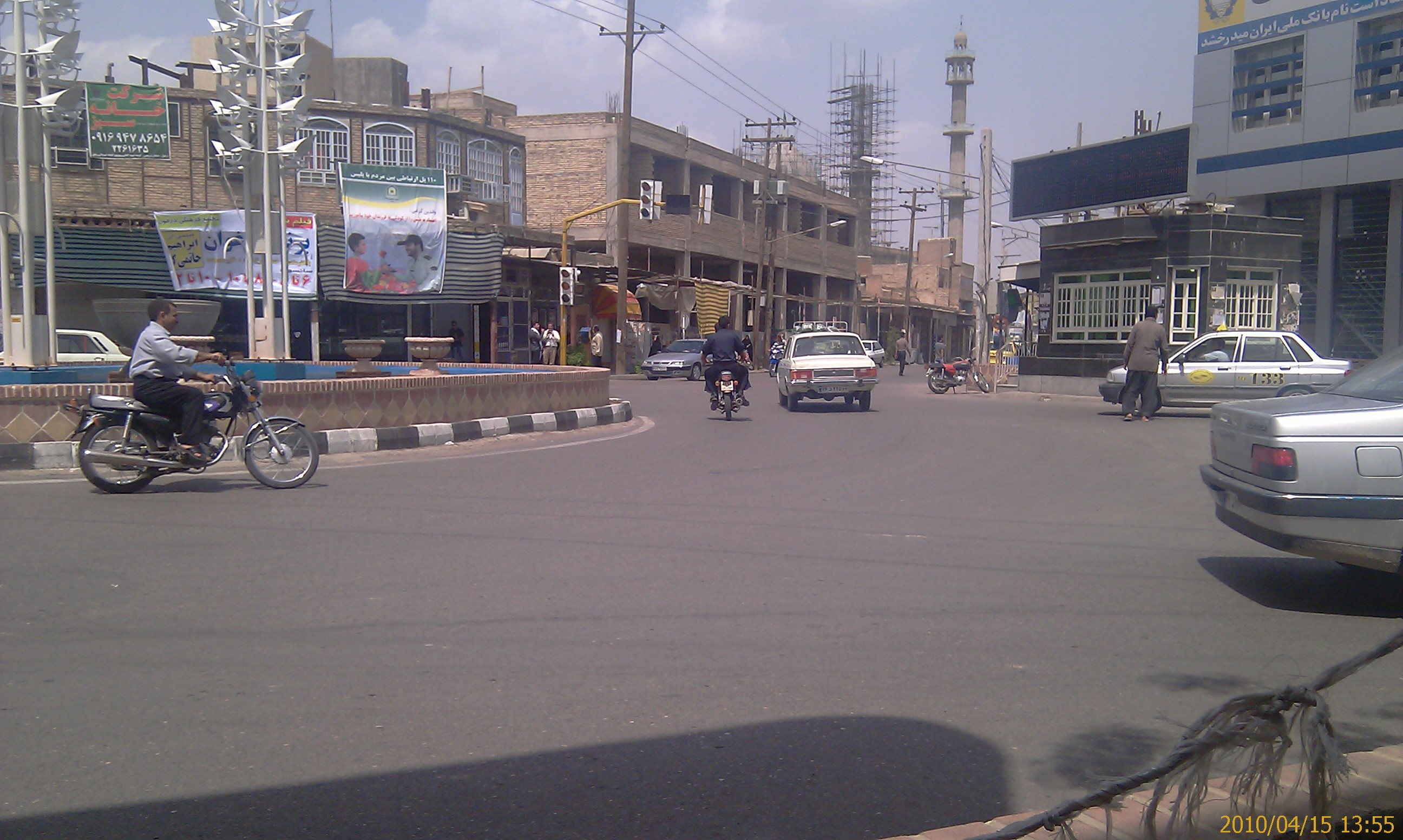
Дизфуль, улица Шариати — перекресток

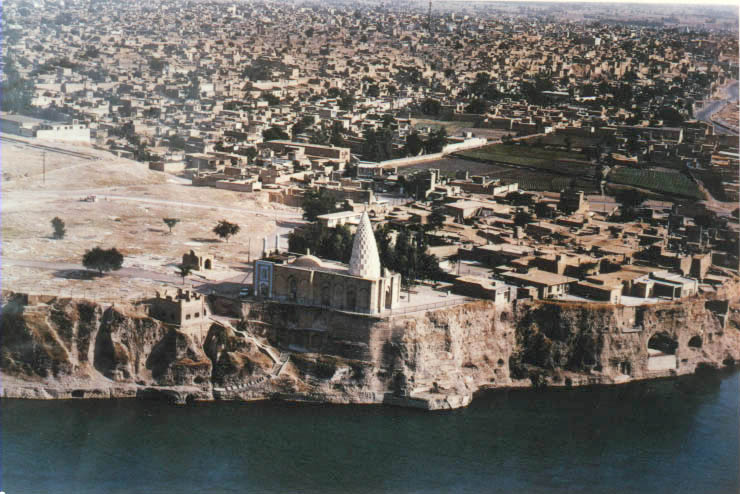
Река Дез и город Дизфуль

День сопротивления Дизфуля (перс. روز مقاومت دزفول‎) или Национальный день Дизфуля (перс. روز ملی دزفول‎) — иранский военный праздник, проводящийся в честь сопротивления граждан Дизфуля во время ирано-иракской войны 1980—1988 годов. Отмечается 25 мая (4 хордада по иранскому календарю).
День сопротивления Дизфуля следует сразу за днём освобождения иранского портового города Хорремшахра от иракской армии 24 мая (оно произошло в 1982 году). Пограничные останы Ирана — провинции Хузестан и Иранский Курдистан — пострадали больше всего, так как практически все боевые действия велись на их территории. Наибольший ущерб был причинен Хорремшахру, Дизфулю, Абадану, Ахвазу и Халабжду.

## История
Во время войны Дизфуль часто называли «городом ракет», так как он был более 200 раз атакован ракетами иракской армии, и более 20 тыс. раз — артиллерийскими снарядами. Праздник отмечается в честь стойкости людей, которые, несмотря на практически ежедневные атаки, вели достойный образ жизни и не пропускали пятничный намаз.
За всё время атак Дизфуля 5 тыс. человек были ранены или пропали без вести, 2,5 тыс. человек мирного населения погибли.

## Выбор даты
День сопротивления Дизфуля не случайно проходит 25 мая. 25 мая 1986 года произошла самая масштабная бомбардировка Дизфуля силами режима Саддама Хусейна.

## Битва за Дизфуль
Битва за Дизфуль, также известная как операция «Наср» (5-9 января 1981 года) — крупнейшее танковое сражение времен ирано-иракской войны. Сражение началось с наступления иранских танковых соединений на соединения Ирака, которые вторглись на территорию Ирана в провинцию Хузестан (рядом с городами Ахваз, Дизфуль и Сусенгерд).
Зная заранее о контратаке, иракские силы подготовили засаду и заманили иранскую армию в огневой мешок из трёх танковых бригад. Иранские силы попали в засаду. Из-за плохой проходимости местности сражение длилось четыре дня. Оно закончилось отступлением сил Ирана, однако из-за глубокой грязи эвакуация танков после боя оказалась невозможной. По этой же причине иракцы не смогли преследовать отступающие иранские соединения. Почти все иранские танки были уничтожены и захвачены.

## Память
Наряду с введением праздника, за сопротивление в течение ирано-иракской войны город Дизфуль получил два официальных титула: «столица иранского сопротивления» (перс. پایتخت مقاومت ایران‎) и «образцовый город» (перс. شهر نمونه‎).
На данный момент ведётся разработка новой иранской баллистической ракеты, названной «Дизфуль» в честь героического сопротивления жителей этого города иракскому натиску.